# Liste der Monuments historiques in Saint-Georges-des-Agoûts
Die Liste der Monuments historiques in Saint-Georges-des-Agoûts führt die Monuments historiques in der französischen Gemeinde Saint-Georges-des-Agoûts auf.

## Liste der Bauwerke
| Bezeichnung       | Beschreibung              | Standort | Kennzeichnung | Schutzstatus | Datum | Bild           |
| ----------------- | ------------------------- | -------- | ------------- | ------------ | ----- | -------------- |
| Kirche St-Georges | Erbaut im 12. Jahrhundert | (Lage)   | PA17000031    | Inscrit      | 2000  | weitere Bilder |

## Liste der Objekte

### Kirche St-Georges
| Bezeichnung                                                  | Beschreibung                           | Standort | Kennzeichnung | Schutzstatus | Datum | Bild |
| ------------------------------------------------------------ | -------------------------------------- | -------- | ------------- | ------------ | ----- | ---- |
| Vier Leuchter                                                | Bronze, 18. Jahrhundert                | (Lage)   | PM17001675    | Inscrit      | 1989  |      |
| Glocke                                                       | Bronze, 1594 gegossen                  | (Lage)   | PM17000380    | Classé       | 1908  |      |
| Gemälde Der heilige Nikolaus mit den drei Knaben im Salzfass | Öl auf Leinwand, 18. Jahrhundert       | (Lage)   | PM17000710    | Classé       | 1991  |      |
| Prozessionsfahne                                             | Stoff, bemalt, 18. und 19. Jahrhundert | (Lage)   | PM17001674    | Inscrit      | 1989  |      |